# Championnat d'Argentine de football 1967
Navigation
Saison précédente Saison suivante
La saison 1967 du Championnat d'Argentine de football est la 37e édition professionnelle de la première division argentine.
À partir de cette saison, la saison argentine comporte 2 championnats. Dans le championnat Metropolitano, les 22 clubs sont répartis en 2 poules où chaque formation rencontre 2 fois tous ses adversaires, à domicile et à l'extérieur. Les 2 premiers de chaque groupe sont qualifiés pour la phase finale pour le titre, qui se joue en demi-finales et finale en match simple. Le championnat Nacional regroupe les 6 premiers de chaque poule et les 4 vainqueurs des championnats régionaux, les équipes se rencontrent une seule fois au sein d'une poule unique. Il peut donc y avoir 2 champions par saison.
Le club d'Estudiantes (La Plata) remporte le championnat Metropolitano, c'est le 2e titre de l'histoire du club. Quant au championnat Nacional, c'est le Independiente qui termine en tête de la poule et gagne là le 8e titre de son histoire.

## Les 22 clubs participants
| \| Buenos Aires La Plata Santa Fe Rosario \| Villes représentées lors de la saison 1967 (Championnat Metropolitano) |
| Buenos Aires La Plata Santa Fe Rosario                                                                              |

- Boca Juniors
- San Lorenzo de Almagro
- Ferro Carril Oeste
- River Plate
- Racing Club
- Independiente
- Rosario Central
- Gimnasia y Esgrima (La Plata)
- Huracán
- Chacarita Juniors
- Unión (Santa Fe) - Promu de Segunda División
- Vélez Sársfield
- Argentinos Juniors
- Estudiantes (La Plata)
- Atlanta
- Newell's Old Boys (Rosario)
- Banfield
- Lanús
- Platense
- Colón (Santa Fe)
- Quilmes
- Deportivo Español - Promu de Segunda División

## Première phase (Championnat Metropolitano)
Tous les classements sont établis en utilisant le barème suivant :
- Victoire : 2 points
- Match nul : 1 point
- Défaite, forfait ou abandon : 0 point

### Groupe A
| Rang | Équipe                      | Pts | J  | G  | N  | P  | Bp | Bc | Diff |
| ---- | --------------------------- | --- | -- | -- | -- | -- | -- | -- | ---- |
| 1    | Racing Club T               | 29  | 22 | 10 | 9  | 3  | 30 | 16 | +14  |
| 2    | Estudiantes (La Plata)      | 29  | 22 | 11 | 7  | 4  | 24 | 15 | +9   |
| 3    | Vélez Sársfield             | 27  | 22 | 10 | 7  | 5  | 35 | 22 | +13  |
| 4    | Boca Juniors                | 26  | 22 | 8  | 10 | 4  | 29 | 20 | +9   |
| 5    | Lanús                       | 22  | 22 | 7  | 8  | 7  | 40 | 29 | +11  |
| 6    | Quilmes                     | 21  | 22 | 6  | 9  | 7  | 27 | 32 | -5   |
| 7    | Huracán                     | 20  | 22 | 5  | 10 | 7  | 30 | 34 | -4   |
| 8    | Colón (Santa Fe)            | 19  | 22 | 3  | 13 | 6  | 17 | 23 | -6   |
| 9    | Newell's Old Boys (Rosario) | 17  | 22 | 5  | 7  | 10 | 22 | 27 | -5   |
| 10   | Argentinos Juniors          | 15  | 22 | 4  | 7  | 11 | 21 | 43 | -22  |
| 11   | Atlanta                     | 14  | 22 | 3  | 8  | 11 | 23 | 35 | -12  |

|  | Qualification pour la phase finale pour le titre et le Championnat Nacional |
|  | Qualification pour le Championnat Nacional                                  |
|  | Participation au Championnat Promocional                                    |
|  | Participation à la poule de promotion-relégation                            |
|  | T : Tenant du titre P : Promu de Segunda División                           |

### Groupe B
| Rang | Équipe                        | Pts | J  | G  | N  | P  | Bp | Bc | Diff |
| ---- | ----------------------------- | --- | -- | -- | -- | -- | -- | -- | ---- |
| 1    | Platense                      | 28  | 22 | 13 | 2  | 7  | 40 | 28 | +12  |
| 2    | Independiente                 | 27  | 22 | 10 | 7  | 5  | 33 | 15 | +18  |
| 3    | Rosario Central               | 26  | 22 | 9  | 8  | 5  | 24 | 22 | +2   |
| 4    | San Lorenzo de Almagro        | 25  | 22 | 10 | 5  | 7  | 32 | 27 | +5   |
| 5    | Ferro Carril Oeste            | 24  | 22 | 9  | 6  | 7  | 23 | 21 | +2   |
| 6    | River Plate                   | 23  | 22 | 9  | 5  | 8  | 31 | 23 | +8   |
| 7    | Gimnasia y Esgrima (La Plata) | 21  | 22 | 8  | 5  | 9  | 25 | 32 | -7   |
| 8    | Banfield                      | 20  | 22 | 6  | 8  | 8  | 21 | 22 | -1   |
| 8    | Unión (Santa Fe) P            | 20  | 22 | 5  | 10 | 7  | 21 | 25 | -4   |
| 10   | Deportivo Español P           | 16  | 22 | 5  | 6  | 11 | 20 | 36 | -16  |
| 11   | Chacarita Juniors             | 15  | 22 | 4  | 7  | 11 | 26 | 47 | -21  |

|  | Qualification pour la phase finale pour le titre et le Championnat Nacional |
|  | Qualification pour le Championnat Nacional                                  |
|  | Participation au Championnat Promocional                                    |
|  | Participation à la poule de promotion-relégation                            |
|  | T : Tenant du titre P : Promu de Segunda División                           |

### Phase finale
|  | Demi-finales           | Demi-finales |                        |   | Finale | Finale |
|  | Demi-finales           | Demi-finales |                        |   | Finale | Finale |
|  |                        |              |                        |   |        |        |
|  |                        |              |                        |   |        |        |
|  |                        |              |                        |   |        |        |
|  | Estudiantes (La Plata) | 4            |                        |   |        |        |
|  | Estudiantes (La Plata) | 4            |                        |   |        |        |
|  | Platense               | 3            |                        |   |        |        |
|  | Platense               | 3            | Estudiantes (La Plata) | 3 |        |        |
|  |                        |              | Estudiantes (La Plata) | 3 |        |        |
|  |                        | Racing Club  | 0                      |   |        |        |
|  | Racing Club            | Racing Club  | 0                      | 2 |        |        |
|  | Racing Club            |              |                        | 2 |        |        |
|  | Independiente          | 0            |                        |   |        |        |
|  | Independiente          | 0            |                        |   |        |        |

- Estudiantes (La Plata) remporte le championnat Metropolitano et se qualifie du même coup pour la Copa Libertadores 1968.

## Deuxième phase

### Championnat Nacional
| \| Buenos Aires La Plata Rosario Santa Fe Córdoba Mendoza San Juan Santiago del Estero Tucumán Mar del Plata Bahía Blanca Resistencia \| Villes représentées lors de la saison 1967 (Championnat Nacional) |
| Buenos Aires La Plata Rosario Santa Fe Córdoba Mendoza San Juan Santiago del Estero Tucumán Mar del Plata Bahía Blanca Resistencia                                                                         |

Les 6 premiers de chaque poule et les 4 meilleures équipes régionales s'affrontent au sein d'une poule unique où les clubs jouent une seule fois les uns contre les autres. 
| Rang | Équipe                                  | Pts | J  | G  | N | P  | Bp | Bc | Diff |
| ---- | --------------------------------------- | --- | -- | -- | - | -- | -- | -- | ---- |
| 1    | Independiente                           | 26  | 15 | 12 | 2 | 1  | 43 | 14 | +29  |
| 2    | Estudiantes (La Plata)                  | 24  | 15 | 9  | 6 | 0  | 19 | 8  | +11  |
| 3    | Vélez Sársfield                         | 20  | 15 | 8  | 4 | 3  | 28 | 14 | +14  |
| 4    | Rosario Central                         | 20  | 15 | 8  | 4 | 3  | 26 | 13 | +13  |
| 5    | River Plate                             | 19  | 15 | 9  | 1 | 5  | 33 | 15 | +18  |
| 6    | San Lorenzo de Almagro                  | 18  | 15 | 7  | 4 | 4  | 32 | 15 | +17  |
| 7    | Lanús                                   | 16  | 15 | 8  | 0 | 7  | 23 | 26 | -3   |
| 8    | Boca Juniors                            | 16  | 15 | 6  | 4 | 5  | 21 | 20 | +1   |
| 9    | Ferro Carril Oeste                      | 15  | 15 | 5  | 5 | 5  | 21 | 22 | -1   |
| 10   | Platense                                | 15  | 15 | 5  | 5 | 5  | 19 | 20 | -1   |
| 11   | Quilmes                                 | 13  | 15 | 5  | 3 | 7  | 16 | 19 | -3   |
| 12   | San Martin (Mendoza) (Rég)              | 10  | 15 | 3  | 4 | 8  | 17 | 31 | -14  |
| 13   | Racing Club                             | 10  | 15 | 2  | 6 | 7  | 11 | 23 | -12  |
| 14   | Central Córdoba (Sgo. del Estero) (Rég) | 9   | 15 | 2  | 5 | 8  | 11 | 25 | -14  |
| 15   | San Lorenzo (Mar del Plata) (Rég)       | 6   | 15 | 1  | 4 | 10 | 11 | 33 | -22  |
| 16   | Chaco For Ever (Chaco) (Rég)            | 3   | 15 | 1  | 1 | 13 | 11 | 44 | -33  |

|  | Qualification pour la Copa Libertadores 1968 |

### ChampionnatPromocional
Les équipes classées 7e et 8e de chacune des poules du championnat Metropolitano jouent au sein d'une poule avec les 4 vice-champions régionaux. Ce championnat n'a aucun enjeu, en termes de qualification continentale ou de relégation.